# Jazz-Collegium Berlin
Das Jazz-Collegium Berlin ist eine Berliner Jazzband und spielt einen kräftig swingenden Dixieland und Mainstream Jazz à la New Orleans. Bandgründer Hartmut Behrsing und die Sängerin Ruth Hohmann gelten als Wegbereiter des Oldtime Jazz in der DDR.

## Geschichte
Die Band wurde 1972 von Hartmut Behrsing, Berufsmusiker an der Komischen Oper in Ost-Berlin, gegründet.
Gründungsbesetzung:
- Ernstgeorg Hering (Trompete)
- Bernhard „Omme“ Behrend (Bass)
- Rolf Zenker (Klavier)
- Hartmut Behrsing (Trompete)
- Hans-Jochen Schulze (Schlagzeug)
- Wolfgang Riemer (Klarinette)

Ihr erstes Engagement hatte die Band auf dem DDR-Urlauberschiff MS „Völkerfreundschaft“. 1973 folgte erstmals die Teilnahme am
Internationalen Dixieland-Festival Dresden.
1974 kamen Horst Würzebesser (Bass), ebenfalls Berufsmusiker an der Komischen Oper, und Ruth Hohmann neu in die Band. Behrsing und Hohmann hatten bereits bei den „Jazz Optimisten“, zusammengearbeitet. Es entwickelte sich eine ständige Zusammenarbeit zwischen der „First Lady of Jazz“ der DDR und dem Jazz-Collegium Berlin.
1976 verstarb der Pianist Rolf Zenker durch einen Verkehrsunfall. Behrsing, der nun die Band leitete, wechselte an das Klavier und Heinz Lippold und Wolfgang „Bongo“ Müller, der bisher bei den „Dixieland Allstars“ spielte, kamen neu in die Band. So entstand ein Novum im Dixieland. Der Viererbläsersatz mit zwei Trompeten war eine bisher untypische Bandbesetzung.
Als 1980 Behrsing die Band verließ, kam Wolfgang Eckardt neu in die Band und Heinz Lippold übernahm die musikalische Leitung. Er schrieb die Arrangements und prägte so das musikalische Profil der Band. Ein Jahr später nahm die Band am internationalen Jazzfestival in ’s-Hertogenbosch (Niederlande) teil. Weitere Tourneen im westlichen Ausland folgten.
Von 1982 bis 1988 stand Schorsch Dittrich am Bass. Er wurde von Stefan Lasch abgelöst (bisher „Tower Jazz Band“). Nachdem 1989 Riemer die DDR verlassen hatte, kam „Mäcki“ Gäbler neu in die Band. 1999 wurde der verstorbene Heinz Lippold durch Hans-Jochen Schulze ersetzt.
2000 kehrte der Bandgründer Hartmut Behrsing zurück. Die Band wurde erneut umbesetzt. Hans-Georg Hentschel kam für „Bongo“ und Patrick Braun für „Mäcki“. Hentschel spielte zuvor bei den „Hot Pipers“, „Papa Ko“ und leitete die Jazz-Bigband „Jazz Company Berlin“. Ein Jahr später nahm die Band am 1. Jazz & Blues Award in Berlin teil. 2002 starb Schulze. Für ihn kam Karl Vetter und Lasch wurde Bandleader. Ab 2005 saßen Andreas Hentschel am Schlagzeug und Volker Kaufmann am Klavier. Er hatte sein Handwerk bei den „Jazz Optimisten“ gelernt und zuvor bei den „Jazz-Makers Berlin“ gespielt.
2015 starb Volker Kaufmann, Dieter Janik kam neu in die Band.

## Diskografie
CDs
- 1993 swingin’ complements
- 2005 Ruthseventy5
- 2006 Jazz reichts